# Michelangelo Celesia

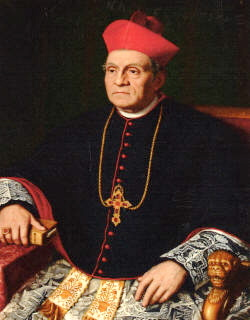
Michelangelo Kardinal Celesia

Michelangelo Kardinal Celesia OSB, Taufname Pietro Geremia Celesia, (* 13. Januar 1814 in Palermo, Königreich Sizilien; † 14. April 1904 in Palermo, Königreich Italien) war ein italienischer Ordensgeistlicher und römisch-katholischer Erzbischof von Palermo.

## Leben

### Frühe Jahre
Celesia entstammte der Adelsfamilie der Marchesi di Sant’Antonino. 1833 trat er in die Cassinensische Kongregation der Ordensgemeinschaft der Benediktiner im Kloster San Martino della Scala in seiner Heimatstadt ein. Dort erhielt er den Ordensnamen Michelangelo  und legte am 15. Januar 1835 seine Profess ab. Am 24. Juli 1836 spendete ihm der Erzbischof von Monreale, Domenico Benedetto Balsamo OSB, das Sakrament der Priesterweihe. Von 1840 bis 1846 war Celesia im Kloster unter anderem Dozent für Philosophie, Dekan und Professor für Dogmatik.
Nach Stationen als Prior und Novizenmeister der Klöster von Messina und Militello ernannte Papst Pius IX. Celesia am 25. März 1850 zum Erzabt der Abtei Montecassino, dem Mutterkloster der Benediktiner mit Sitz in der Provinz Frosinone. 1858 wurde er Abt des Klosters Farfa in Fara in Sabina.

### Bischof von Patti
Am 18. März 1860 ernannte Papst Pius IX. Celesia auf Vorschlag von König Franz II. zum Bischof von Patti. Die Bischofsweihe spendete ihm am 15. April desselben Jahres in der Papstbasilika Sankt Paul vor den Mauern der damalige Präfekt der Indexkongregation, Girolamo Kardinal d’Andrea. Mitkonsekratoren waren der Titularpatriarch von Konstantinopel, Giuseppe Melchiade Ferlisi und der Kurienbischof Gustav Adolf zu Hohenlohe-Schillingsfürst. Aufgrund des von Giuseppe Garibaldi angeführten Zugs der Tausend blieb Celesia zunächst mit anderen sizilianischen Bischöfen in Rom, ehe er 1866 die Insel erreichte und die Besitzergreifung der Diözese vollziehen konnte. Auf dem Ersten Vatikanischen Konzil trat Celesia als Verfechter der Päpstlichen Unfehlbarkeit in Erscheinung.

### Erzbischof von Palermo und Kardinal

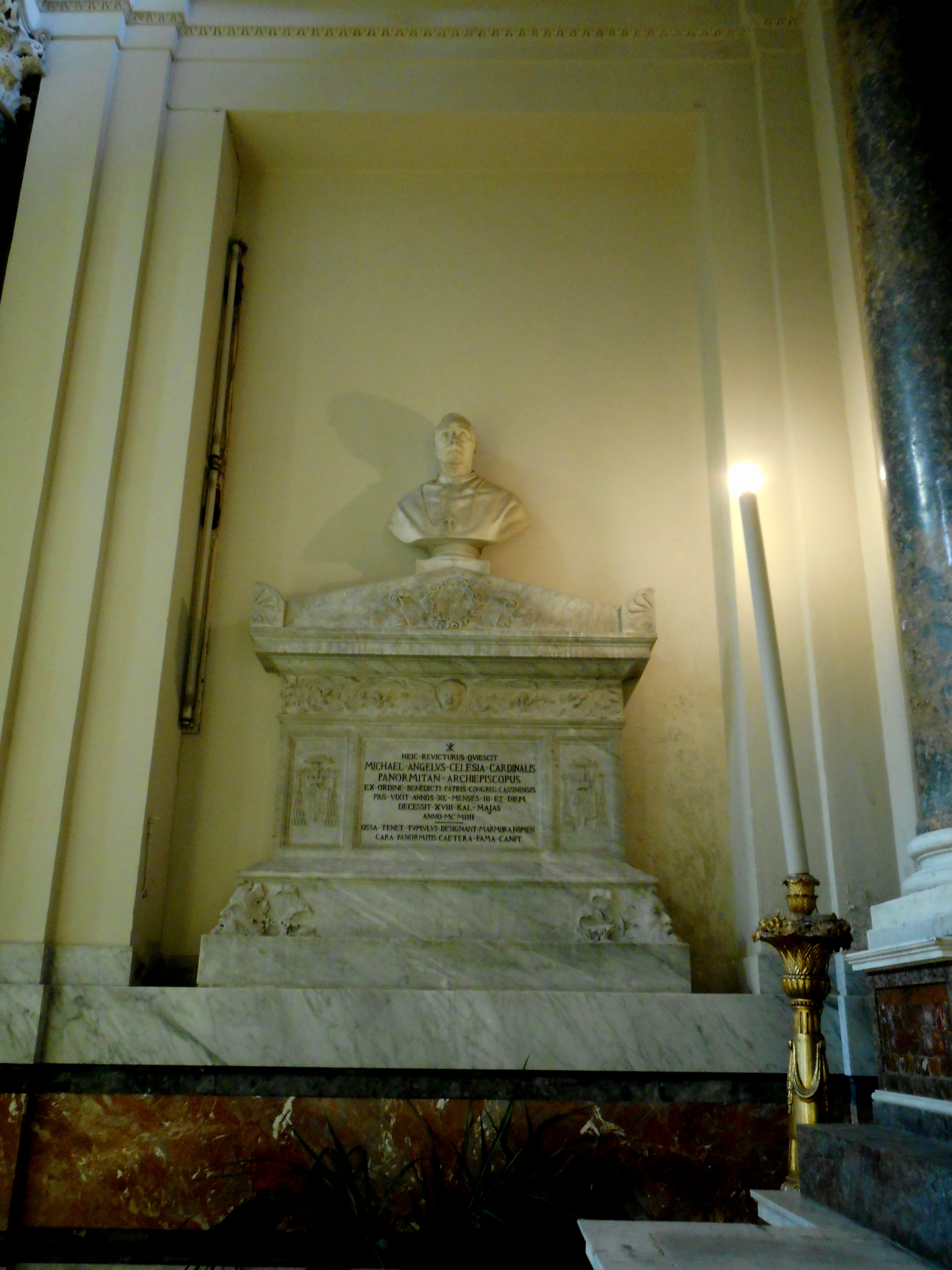
Grab von Kardinal Celesia in der Kathedrale von Palermo

Am 27. Oktober 1871 wurde Celesia zum Erzbischof von Palermo ernannt. Als solcher war er auch Metropolit der Kirchenprovinz Palermo und Primas von Sizilien. Im Konsistorium vom 10. November 1884 nahm Papst Leo XIII. ihn als Kardinalpriester mit der Titelkirche Santa Prisca in das Kardinalskollegium auf. Ab 25. November 1887 war er Kardinalpriester von San Marco. Am Konklave 1903 nahm er aus gesundheitlichen Gründen nicht mehr teil.
Celesia starb am 15. April 1904 im Alter von 90 Jahren in seiner Bischofsstadt und wurde in den Katakomben des Kapuzinerordens von Palermo beigesetzt. Zum Zeitpunkt seines Todes war er der älteste lebende Kardinal. Sein Leichnam gilt aufgrund der innovativen Konservierungsmethode des Chemikers Alfredo Salafia als eine bedeutende Mumie des 20. Jahrhunderts und war fünf Jahre lang in den Katakomben zu sehen, ehe sie in die Kathedrale von Palermo überführt wurde.